# Клемент, Тони
Э́нтони (То́ни) Пи́тер Клеме́нт (англ. Anthony (Tony) Peter Clement, 27 января 1961, Манчестер, Великобритания) — канадский политик, федеральный министр.

## Биография
Родился в Манчестере, Великобритания. Отец — грек-киприот, мать — еврейка. В 4-летнем возрасте иммигрировал с родителями в Канаду. После развода родителей его мать вышла замуж за политика-консерватора Джона Клемента, депутата Законодательной ассамблеи и министра провинции Онтарио. Джон Клемент усыновил Тони.
Закончил Торонтский университет, бакалавр права.
В 1995 избран депутатом Законодательной ассамблеи провинции Онтарио от Прогрессивно-консервативной партии Онтарио. В 1997—2003 занимал министерские посты в правительстве провинции Онтарио. На провинциальных выборах 2003 года потерпел поражение, одновременно потерпела поражение и перешла в оппозицию его партия.
Клемент был кандидатом в руководители Консервативной партии Канады после её основания путём объединения Прогрессивно-консервативной партии Канады с Канадским союзом в 2004, но в борьбе победил Стивен Харпер.
Избран депутатом в Палату общин Канады 23 января 2006, победив в своём округе Парри-Саунд — Мускока со слабым перевесом в 28 голосов, на всех последующих федеральных выборах переизбирался в парламент от этого округа. 6 февраля 2006 он дал присягу в качестве министра здравоохранения в новом кабинете министров премьер-министра Стивена Харпера. Занимал впоследствии ряд министерских постов.
После поражения консерваторов на парламентских выборах 2015 года поочерёдно занимал посты министра иностранных дел и министра юстиции теневого кабинета.
Из-за сексуального скандала вышел из теневого кабинета, затем был исключён из партии и подтвердил, что уходит из федеральной политики.